# Коналл Корк
Коналл Корк (др.‑ирл. Conall Corc; конец IV — первая половина V века) — король Мунстера, считающийся первым исторически достоверным правителем этого королевства, родоначальник династии Эоганахтов.

## Биография
Бо́льшая часть сведений о Коналле Корке носит легендарный характер. О его жизни повествуют несколько преданий, написанных намного позднее предполагаемого времени жизни Коналла. Среди них: «История обнаружения Кашела», «Коналл Корк и королевство Кашел», «Обращение Лоэгайре к вере и его жестокая смерть» и «Коналл Корк и Корко Лойгде». Также имя Коналла Корка присутствует во многих средневековых ирландских генеалогиях.
Согласно преданиям, записанным в VIII веке, Коналл был сыном Луйгтеха и ведьмы Болке Бенбретнах из народа бриттов. Сначала воспитанием Коналла занималась его приёмная мать Лайр Дера, а затем его усыновил его бездетный двоюродный брат, верховный король Ирландии Кримтанн мак Фидайг. Оклеветанный женой своего приёмного отца, Коналл Корк был отправлен в Британию, где по просьбе Кримтанна его должен был казнить король пиктов Фередах Финдфехтнах. Однако, чудесным образом избежав гибели, он не только был с почётом принят пиктами, но и женился на королевской дочери Монгфинд. Возвратившись в Ирландию при короле Ниалле, Коналл Корк выкупил у него заложников, приговорённых тем к смерти за убийство сына, и расселил их на юго-западных землях острова, тем самым основав Мунстерское королевство. Начав здесь править, Коналл построил на Кашелской скале свою резиденцию, на многие века ставшую центром королевской власти местных монархов.
Историки считают, что в сказаниях о Коналле Корке нашли отражения реальные события ранней истории Ирландии: в рассказе о его поездке в Британию сохранились воспоминания скоттов об их набегах на эти земли в IV—V веках, а легенды о получении Коналлом дани с подчинённых племён являются описанием государственной системы Мунстера в первые века его существования. Предполагается, что до своего возвращения в Ирландию Коналл правил одной из областей Британии. Возможно, что это были земли на севере острова или в Уэльсе, с которыми предания связывали происхождение нескольких знатных ирландских родов. Само слово «Кашел» историки считают заимствованным латинским словом «крепость» (castellum), перенятым мунстерцами во времена их контактов с римлянами в Британии. Между тем, вероятно, что вопреки сведениям «Истории открытия Кашела», только при внуке Коналла Корка, Энгусе мак Над Фройхе, земли вблизи Кашела попали непосредственно под власть Эоганахтов. Первоначально же их владения ограничивались только областью Эли. Правление Коналла Корка датируется в различных исторических источниках по-разному, в том числе, его относят ко времени около 379—431 или 390—420 годов.
В средневековых ирландских генеалогиях к Коналлу Корку возводилось происхождение династии Эоганахтов, хотя название этот род получил по другому своему предку, прапрадеду Коналла Эогану Мару. Согласно генеалогиям, сыном Коналла от дочери короля пиктов Монгфинд был Кайрпре Луахара. Второй женой Коналла Корка была Айменд, дочь короля Корко Лойгде Энгуса Болга из Дайрине. Детьми от этого брака были Над Фройх, унаследовавший власть над Мунстером после смерти отца, Мане Лемна, Мак Иайр, Мак Брокк и Мак Касс — легендарные первопредки ветвей династии Эоганахтов.